# Гліва Ольга Сергіївна
О́льга Сергі́ївна Глі́ва (16 грудня 1994, Кіровоград (нині Кропивницький), Україна — 3 лютого 2021, Запоріжжя, Україна) — українська лікарка-анестезіологиня, кавалер ордена «За заслуги» III ступеня (2021).

## Життєпис
Ольга Гліва народилася 16 грудня 1994 року у місті Кіровограді.
Закінчила Кропивницьку загальноосвітню школу № 33, Кропивницький медичний коледж Є. Й. Мухіна, Запорізький державний медичний університет, а також інтернатуру цього навчального закладу (2020). Працювала в Запорізькій обласній інфекційній лікарні (2020—2021).
Загинула 3 лютого 2021 року під час пожежі в Запорізькій обласній інфекційній лікарні.

### Пам'ять
Верховна Рада України 254-ма голосами проголосувала за представлення Ольги Гліви до присвоєння їй звання Героя України посмертно. Проте указом Президента України № 257/2021 від 18 червня 2021 року її було нагороджено орденом «За заслуги» III ступеня.